# Ally Almviken
Ally Ingeborg Almviken, född 15 april 1930, är en svensk målare och tecknare.
Almviken studerade måleri och teckning vid Målarskolan Forum i Malmö. Hon har medverkat i ett stort antal separat och samlingsutställningar. Hennes konst består av miljöbilder från Skanör och Falsterbotrakten ofta från den lilla landtunga som avslutas med Skanör och Falsterbo. Hennes stora produktion av dessa verk gav henne epitetet Näsets  konstnärinna.